# Quedius levicollis
Quedius levicollis es una especie de escarabajo del género Quedius, familia Staphylinidae. Fue descrita científicamente por Brullé en 1832.
Habita en Reino Unido, Suecia, Francia, Países Bajos, Austria, Alemania, Dinamarca, España, Italia, Luxemburgo, Estonia, Grecia, Portugal, Croacia y Hungría.